# I diari delle streghe - La caccia
I diari delle streghe - La caccia è il 6º libro della saga I diari delle streghe creata da Lisa J. Smith, pubblicato nel 2012 negli Stati Uniti d'America e il 23 gennaio 2014 in italiano.
Il romanzo non è scritto dalla Smith, ma da un'altra scrittrice, Aubrey Clark.

## Trama
Cassie inizia a studiare il Libro delle Ombre di suo padre Black John, dove dovrebbe trovarsi la maledizione che l'uomo usò per rimuovere il marchio dei cacciatori da una strega, ma il volume oppone resistenza e le provoca delle bruciature alle mani. Intanto, Laurel e Faye, segnate dai cacciatori, si trasferiscono nella stanza segreta sotto casa di Cassie, dove saranno al sicuro. Cassie rivela ad Adam che, durante il recente scontro con Scarlett, ha visto il filo d'argento delle anime gemelle unire non solo loro due, ma anche lui e Scarlett. Quest'ultima, durante il ballo di primavera, lancia un nuovo attacco contro Cassie, che viene salvata da un incantesimo di Nick: quest'azione, però, rivela ai cacciatori che lui è una strega e il ragazzo viene marchiato. Inoltre, Scarlett ha distrutto la barriera protettiva che li rendeva immuni al dolore, lasciandoli vulnerabili. Nel frattempo, Cassie continua a servirsi del Libro del padre, diventando pian piano in grado di tenerlo in mano senza scottarsi, ma l'oggetto ha su di lei un'influenza oscura, che la rende irascibile e sospettosa. Diana finge di interessarsi a Max per ottenere informazioni sui cacciatori, scoprendo invece che il giovane è la sua anima gemella: rivela questo segreto solo a Cassie, giurandole che Max non farebbe mai niente che possa danneggiarla. Quando anche Suzan e Deborah vengono marchiate dai cacciatori, il Circolo decide di elaborare un piano per affrontare Scarlett e riprendersi gli Strumenti Supremi che ha rubato. Adam, però, spinto dalla fretta, raggiunge da solo il covo della ragazza: qui accorre anche Cassie, dopo aver capito cosa lui abbia intenzione di fare. Vedendoli insieme, Cassie si fa sopraffare dalla rabbia e, usando la magia nera, quasi uccide Scarlett. Adam la aiuta a tornare in sé e, recuperati gli Strumenti, li usano per bandirla da New Salem. Tornati in città, apprendono che Faye, stanca di temporeggiare, è andata a scuola per affrontare il preside Boylan, capo dei cacciatori. Raggiunti gli amici mentre Boylan e i suoi compagni stanno maledicendo il Circolo, Cassie riesce a fermarli con la magia nera, ma non riesce a impedire che Suzan muoia proteggendo Faye. Ritrovandosi con un componente in meno, ricostruiscono l'albero genealogico di Suzan per individuare il suo familiare più prossimo che prenda il suo posto: vengono così a sapere che Suzan e Scarlett sono cugine, e che quest'ultima ha il diritto di essere iniziata nel Circolo. Nonostante l'iniziale reticenza di Cassie, il bando su Scarlett viene rimosso e la ragazza giura di aiutare e proteggere la congrega. Svela, inoltre, di essere in grado di leggere la lingua in cui è scritto il Libro delle Ombre di Black John, e trova con facilità la maledizione, il cui scopo è separare i cacciatori dalle reliquie fonti del loro potere. Arrivati nelle grotte dove si trova il covo di Boylan e dei suoi compagni, il Circolo attiva l'incantesimo, che finisce però con l'uccidere tutti i presenti escluso Max, che non ha la reliquia con sé. Risvegliatasi dalla trance in cui la magia l'aveva indotta, Cassie si accorge che i suoi amici si comportano stranamente: Scarlett, allora, le confessa che l'utilizzo degli incantesimi del Libro richiama gli spiriti dei Blake defunti, che si impossessano del corpo delle streghe non appartenenti alla loro stirpe. Il Circolo, quindi, è posseduto dai fantasmi dei loro antenati.

## Edizioni
- Lisa Jane Smith, I diari delle streghe. La caccia, Nuova Narrativa Newton, 2014,  p. 240, ISBN 978-88-541-6106-1.